# Ангел
А́нгел або я́нгол (заст. укр. а́нгол) — в християнській, мусульманській і юдейській релігіях — духовна істота, посередник між Богом і людьми, що виконує волю Бога. Зазвичай ангели зображаються як гарні люди з пташиними крилами, але можуть набувати будь-якої форми чи бути невидимими. У християнській релігії ієрархія янголів складається з дев'яти ступенів, залежно від могутності та роду занять. Добрі янголи служать Богові й людям (наприклад, янгол-охоронець), злі янголи (диявол, сатана), які збунтувалися проти Бога, схиляють людей до гріха.

## Етимологія
Грецьке слово «ангелос» (дав.-гр. ἄγγελος) — прямий переклад івритського «мал'а́х» (івр. מלאך) з тим же значенням, яке походить від архаїчного кореня «посилати», засвідченого в угаритській мові; прямо з івриту позичено й арабське слово «мала́к» (араб. ملاك).
Ангел мовою Біблії — малах, що означає посланець — певна сила, вид духовного впливу, через які Всевишній впливає на світ.
Переважно янголи розуміються як особливі духовні істоти, створені Богом для служіння Йому. Проте янголом також може називатися і людина, послана Богом іншій людині з певною метою.

## Янголи в християнстві

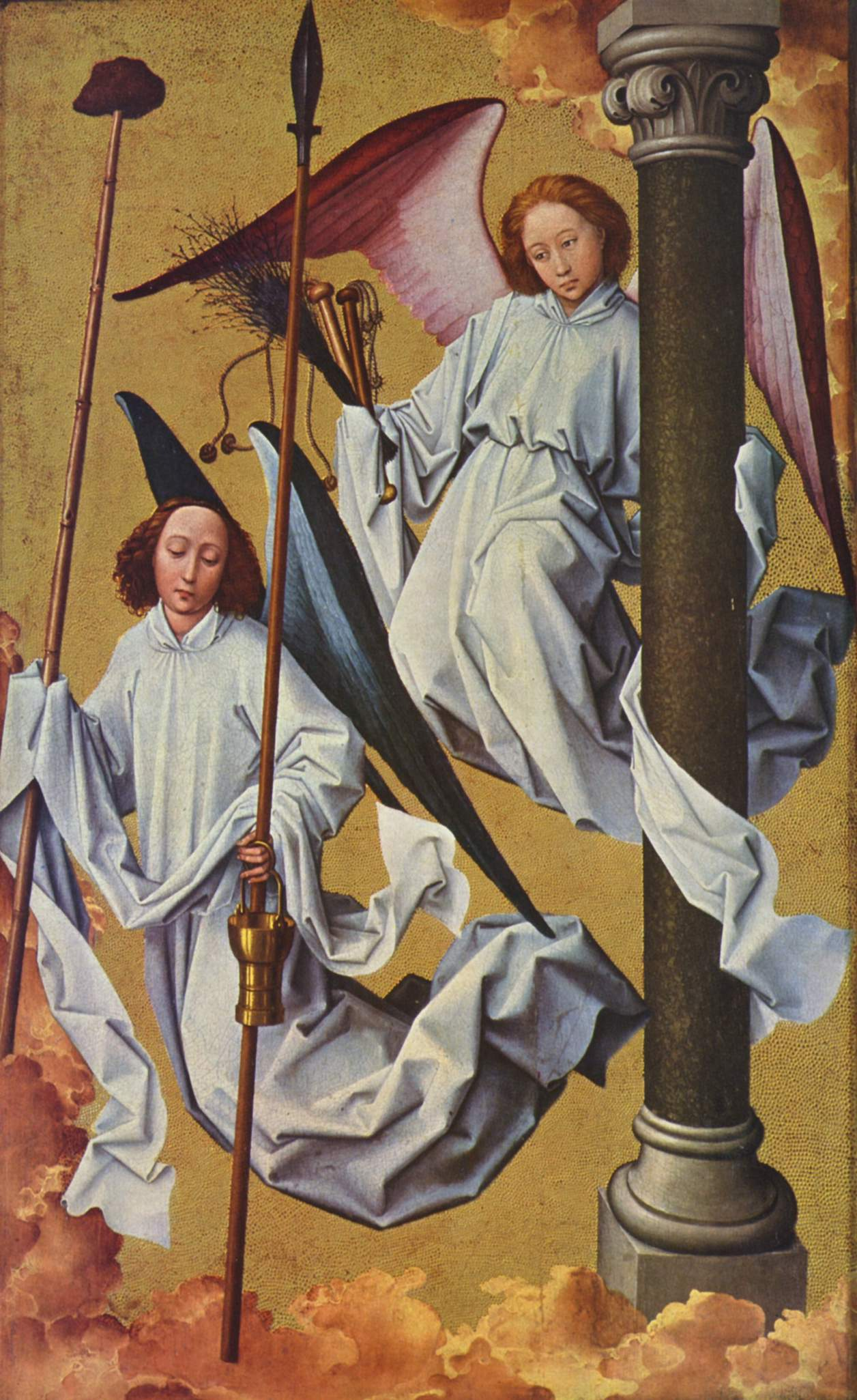
Янголи. Фрагмент вівтаря Рогіра ван дер Вейдена, XV століття

### Природа янголів
Апостол Павло називає янголів службовими духами (До євреїв 1:14). Янголи безтілесні, втім, деякими богословами допускається, що вони мають відмінне від людського духовне тіло. Володіють розумом, почуттями та свободою волі, котрі перевершують людські, але в той же час обмежені їхніми призначеннями. Янголи виконують різні завдання: передусім прославляють Бога, в тому числі Ісуса Христа, та сприяють спасінню людей — приносять звістки як окремим особам, так і спільнотам, пояснюють істину, підтримують у важкі часи, втручаються в перебіг подій для здійснення Божої волі, допомагатимуть Христові під час суду. Вони здатні творити великі знамення, руйнування, проте нездатні творити надприродні чудеса (Псалми 71:18).
Янголи не пізнають цілком Бога, а також не знають майбутнього, якщо його не відкрито їм Богом. Їм притаманна здатність дуже швидко, або й миттєво, переміщуватися в просторі, ігноруючи будь-які матеріальні перепони. Разом з тим вони мають здатність впливати на матеріальний світ згідно свого завдання. В той же час вони обмежені законами простору і не можуть одночасно перебувати в різних місцях. Янголи безсмертні та не потребують розмноження, не мають потреби в їжі чи будь-яких інших потреб, притаманних людському тілу.
Янголів було створено Богом, як вважається більшістю богословів, до створення світу. Деякі богослови й конфесії уважають, що янголи здатні схрещуватися з людьми, породжуючи велетнів (синів Божих, Буття 6:2-4). З іншого погляду, у цьому випадку під синами Божими малися на увазі нащадки Сифа, а дочками людськими — нащадки Каїна. Число янголів дуже велике, місцями зазначається, що людина навіть не здатна виразити його. В Об’явленні 5:11 вказується, що їх «десятки тисяч раз по десять тисяч і тисячі тисяч», тобто, принаймні 100 млн, але це число може відображати і просто дуже велику кількість.
Попри поширені марновірства, богослів'я заперечує, що душі померлих людей стають янголами. В Біблії згадуються вірні, що воскреснуть для життя в небі, проте їхнє призначення описується відмінним від янгольського.
Ті янголи, що відкинули своє призначення, звуться палими янголами, демонами чи бісами. Палим янголами приписується обман людей з метою завадити їхньому спасінню. Біси спонукають до гріховних вчинків, спотворення Святого Писання, видають себе за чистих янголів, богів чи Бога. Також біси здатні вселятися в предмети, істот, у тому числі людей, щоб придушити людську свободу.

### Чини янголів

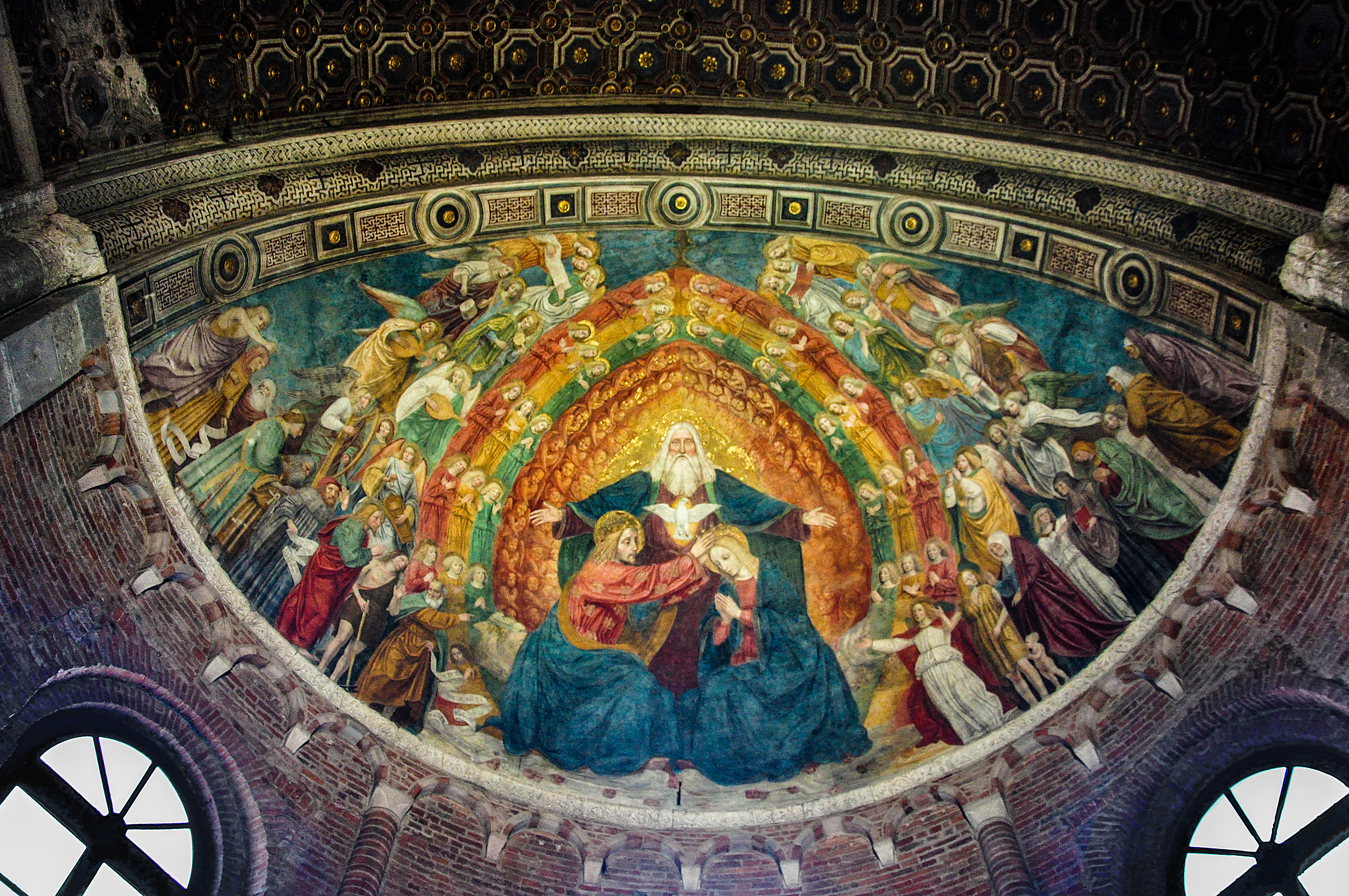
Коронація діви Марії в оточенні янголів. Фреска в базиліці Сан-Семпліціо

У християнській традиції янголи поділяються на чини за ступенем сил, даних їм при створенні. У трьох Посланнях ап. Павла (між 48 й 58 рр.) названі додатково до власне янголів як найнижчого чину: Престоли, Панування, Начала, Влади й Сили. У своєму коментарі «Правила святих апостолів» св. Григорій Богослов (нар. бл. 394) пише, що існують дев'ять янгольських чинів: Янголи, Архангели, Престоли, Панування, Начала, Сили, Сяйва, Сходження й Сили розумні (Розуміння).
Св. Кирило Єрусалимський виділяє також дев'ять чинів, хоча в такому порядку: Ангелів, Архангелів, Сили, Панування, Начала, Влади, Престоли, Херувимів многоочих (Єз. 10:21 й 1:6) і Серафимів (Іс. 6:2-3).
В одній зі своїх проповідей св. Амфілохій Іконійський перераховує: Херувими, Серафими, Архангели, Панування, Сили й Влади.
Основою для створення церковного вчення про янголів є написана в V столітті книга Діонісія Ареопагіта «Про небесну ієрархію» (грец. «Περί της ουρανίας», лат. «De caelesti hierarchia»), більше відома в редакції VI століття. За Діонісієм Ареопагітом ангели розташовуються в такому порядку:
Перший чин (вища ієрархія)
- Престоли (дав.-гр. θρόνοι), згідно Діонісія: «Богоносні» (Єз. 1:15-21; 10:17) — на них Господь сидить як на престолі й вирікає Суд Свій.
- Херувими (дав.-гр. χερουβίμ від івр. כרובים, керубим — заступники, розуми, розповсюджувачі пізнання, вилив мудрості (1 М. 3:24; Єз. 10; 17:11) — чотирьохкрилі й чотирьохликі янголи. Їхнє ім'я значить: вилив премудрості, освіта. Сатана був із чину херувимів.
- Серафими (івр. שׂרפים — палаючі, полум'яні, вогненні, дав.-гр. σεραφίμ (Іс. 6:2-3) — шестикрилі янголи. Вони полум'яніють любов'ю до Бога й спонукають до неї.

Другий чин (середня ієрархія)
- Панування, дав.-гр. κυριότητες, лат. dominationes (Кол. 1:16) — наставляють поставлених від Бога земних володарів мудрому керуванню, учать володіти почуттями, приборкувати гріховні прагнення.
- Сили, дав.-гр. δυνάμεις, лат. potestates (Рим. 8:38 ; Еф. 1:21) — творять чудеса й низпосилають благодать чудотворення й прозорливості Божим угодниками.
- Влади, дав.-гр. ἐξουσίες, лат. virtutes (Кол. 1:16) — мають владу приборкувати силу диявола.

Третій чин (нижча ієрархія)
- Начала (архонти), дав.-гр. ἀρχαί, лат. principates (Рим. 8:38; Еф. 1:21; Кол. 1:16) — їм доручено управляти Всесвітом і стихіями природи.
- Архангели (начальники, дав.-гр. ἀρχάγγελοι} — учителі небесні, учать людей, як чинити в житті. Зокрема відомий архангел Михаїл[12].
- Янголи, дав.-гр. ἀγγελοι — найближчі до людей. Вони оголошують наміри Божі, наставляють людей до доброчесного й святого життя. Поіменно згадуються Гавриїл (Лк. 1:26); Рафаїл ([13]); (для Псевдо-Діонісія архангел Михаїл є «ангелом»); Сім Янголів із золотими чашами, наповненими гнівом Бога (Об. 15:1); Ангел Безодні Аваддон з ланцюгом і ключем від безодні (Об. 9:1, 11; 20:1); Сім Ангелів із трубами (Об. 8:6).

### Іконографія
Янголи уявляються як недоступні людському сприйняттю, проте здатні набувати чуттєвих образів для спілкування з людьми. Їхнім типовим чуттєвим образом є крилата, іноді багатоока прекрасна людина, що відображає духовні якості янголів: досконалість, швидкість, незалежність від матеріальних перепон, і здатність бачити більше, ніж доступно людям. В цьому наявна паралель з язичницькими зображеннями Ерота, Ніки, геніїв.
Одне з найраніших відомих християнських зображень янгола — це юнак в білій туніці, що зображено в катакомбах Присціллі в Римі III ст. На римських зображеннях до IV ст. янголи типово безкрилі. Перше крилате наявне на мозаїці в базиліці Санта-Пуденціана IV ст. З V ст. янголи зазвичай зображаються в туніках, палліях (плащах), римських сандалях, та крилатими, з німбами над головою. Як небесні воїни можуть зображатися в обладунках та зі зброєю.

## У Священних писаннях авраамічних релігій

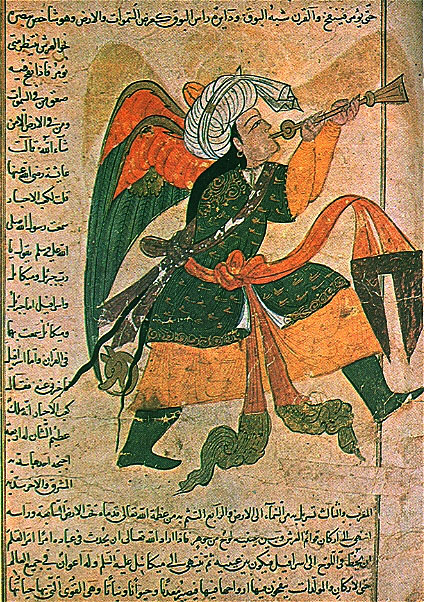
Янгол на мусульманській ілюстрації XIV ст.

### В Корані
Віра у янголів є невід'ємною частиною віри мусульманина (Аль-Бакара 2:177). Янголи невидимі та з'являються лише пророкам. Існують янголи-посланці, охоронці та писарі — котрі записують вчинки людини, щоб оголосити їх на суді. Окремі групи янголів опікуються різними подіями в житті людей, а також силами природи. На відміну від християнства, в ісламі поклоніння і молитви янголам заборонені.

### УТорі
Юдейський філософ та рабин Маймонід, який у своїх працях робив спроби примирити вчення Арістотеля з положеннями Тори в їх більш традиційному розумінні, так висловлювався щодо янголів.
|                                                                                         | Ангели є інтелекти, відокремлені від матерії. Ті мінливі образи, у яких з'явилися пророкам, породжені дією сили уяви. Ангели описуються як тілесні істоти, щоб дати простонароддю уявлення про їхнє існування, досконалість, діяльність. Однак, щоб відрізнити їх у свідомості натовпу від Бога, їм надано щось від зовнішності безсловесних тварин, а саме - крила. Ангелам приписаний політ, оскільки це найдосконаліший і найшвидший з видів пересування, властивих тваринам, і оскільки політ є метафорою позапросторового та позачасового буття відокремлених інтелектів. |
| — Маймонід, Путівник розгублених https://www.machanaim.org/philosof/more_nev/more_s.htm | |

### У Старому Заповіті

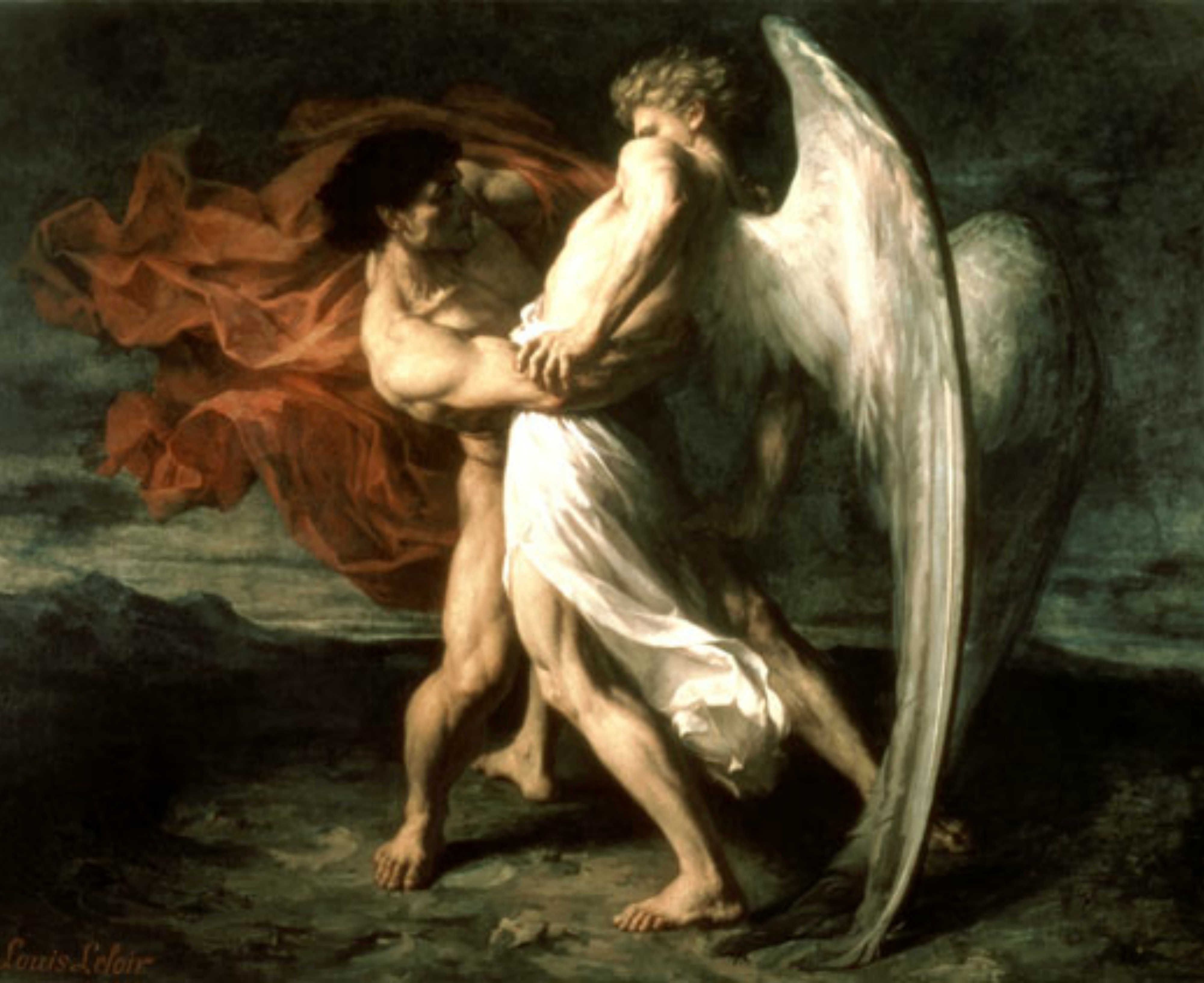
, Alexander_Louis_Leloir

Слову «янгол» в Старому Заповіті найчастіше відповідає «мал'ах» (מַלְאָךְ), тобто «посланець», що включає і духів, і людей. Згадується і книзі Буття, Суддів, Аггея, Псалмах, Йова, Ісайї, Малахії, Суддів, першій книзі Самуїла. Тільки в післябіблійному івриті воно стало позначати саме янголів-духів.
У Старому Заповіті містяться основні відомості про янголів. Вони згадуються як у людській подобі, так і фантастичних тварин; служать Богу, приносять пророкам звістки, супроводжують їх у видіннях, рятують праведників від мученицької смерті. Саме в Старому Заповіді згадується, що янголи володіють індивідуальністю та мають власні імена.
Частина Богословів у християнстві і юдаїзмі притримуються думки про те, що у книзі Буття говориться про янголів, які колись вступали в одруження з людьми, народжуючи велетнів (нефілімів). Для цього вони перероджувалися у людське тіло і сходили на землю:
| " | І побачили Божі сини людських дочок, що вродливі вони, і взяли собі жінок із усіх, яких вибрали. І промовив Господь: Не буде Мій Дух перемагатися в людині навіки, бо блудить вона. Вона тіло, і дні її будуть сто і двадцять літ. За тих днів на землі були велетні, а також по тому, як стали приходити Божі сини до людських дочок. І вони їм народжували, то були силачі, що славні від віку. (Бут. 6:2-4) | " |

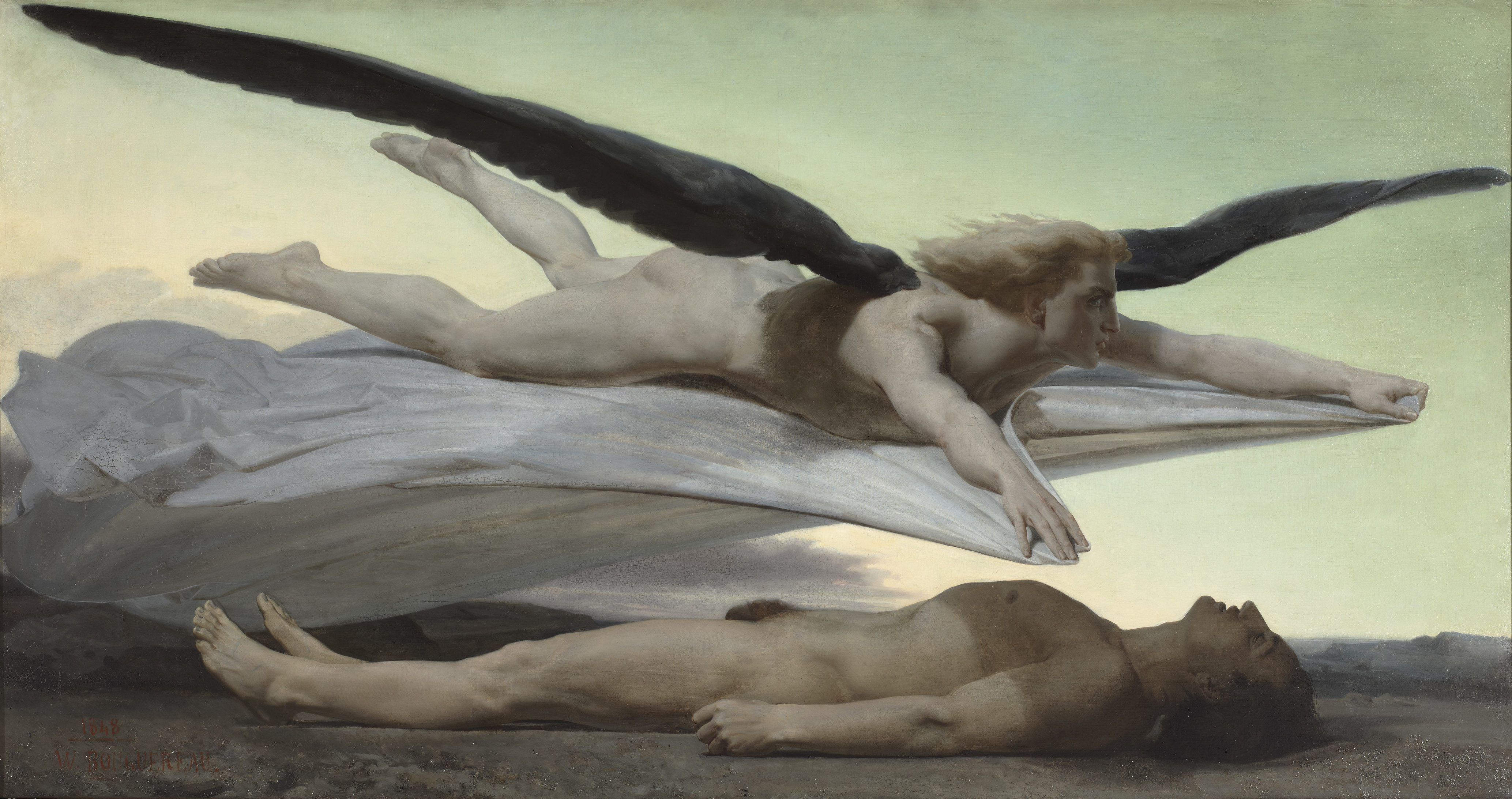
Equality_Before_Death 1848, Адольф Бугро

Ці погляди викладені у апокрифічних книгах Єноха і Ювілеїв, цієї думки притримувалися багато авторів (Юстин Філософ, Амвросій та ін.). В теперішній час цих поглядів притримуються Свідки Єгови. Більшість прославлених своїм екзегетичними працями отців Церкви (Іван Золотоустий, Єронім, Августин та ін.) притримувалися думки, що під «синами Божими» розуміють нащадків Сифа.
Також є версії на основі послання Юди, що янголи, згадані тут, і є ті самі, що «І Анголів, що не зберегли початкового стану свого, але кинули житло своє, Він зберіг у вічних кайданах під темрявою на суд великого дня.» (Юд. 1:6).
Послання Павла до Євреїв «І коли знов Він уводить на світ Перворідного, то говорить: І нехай Йому вклоняться всі Анголи Божі.» (Євр. 1:6).

### Вапокрифах
У книзі Ювілеїв ізраїльський народ прирівнюється до янголів. У книзі Єноха стверджується, що існують янголи, котрі керують стихіями природи, опікуються місцями та народами та наводиться автентичний перелік їхніх імен. Наприклад, Барадиїл керує градом, а Гавриїл доглядає за Раєм. Кумранські рукописи згадують серед янголів «князів світла», котрі вестимуть сили добра у фінальній битві.

### У Новому Заповіті

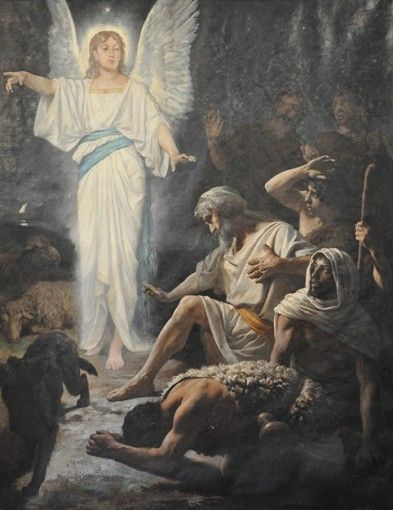
Оголошення пастухам (Лувр), Едуар Деба-Понсан 1875

В Новому Заповіті янголи також являлись багатьом: священнику Захарії, Діві Марії (Благовіщення), Йосифу Обручнику, пастухам, волхвам, Марії Магдалині та іншим жінкам-мироносицям, апостолам, Корнилію сотнику .
Янголи служили Ісусу Христу під час спокус в пустелі: «Тоді позоставив диявол Його. І ось Анголи приступили, і служили Йому.» (Мф. 4:11).
Видіння про янголів лежить в основі одкровення, даного святому Іоанну Богослову: «Кому з Анголів Він промовив коли: Сядь праворуч Мене, доки не покладу Я Твоїх ворогів підніжком ногам Твоїм! Хіба ж не всі вони служебні духи, що їх посилають до послуг тим, які мають успадкувати спасіння?» (Євр. 1:13-14).
У більшості перекладів Біблії при згадуванні грішних янголів використовують малу літеру, а при згадуванні святих Янголів — велику.

## Паралелі в інших релігіях
Подібні на янголів істоти фігурують у різних релігіях. Характерно, що часто вони жіночої статі. В індуїзмі та буддизмі це апсари — жіночі духи хмар і води. В давньогрецькому язичництві з ними можна порівняти ор — служниць Зевса, богинь сезонів. У скандинавському язичництві спільні риси з янголами мають валькірії — помічниці Одіна, що забирають з поля бою душі видатних воїнів. У зороастризмі є помічники Агура-Мазди, язати.

## Янголи й астрологія
У середньовіччя сформувалось уявлення про співвідношення янголів-оборонців і семи відомих на той час у Європі планет Сонячної системи. До середньовічної Європи прийшли арабські уявлення про янголів — покровителів планет. Так, мусульманський мислитель аль Барселоні гадав, що Місяцем керує янгол Гавриїл, а Сонцем — Рафаїл. У рамках Кабали також була розроблена своя система порівнянь, яку пізніше застосовували в пророкуванні й магії.

## У масовій культурі
Зображень демонів загалом більше, ніж янголів, оскільки увагу людей передусім привертає щось страшне і загрозливе. Проте, є численні зображення чи згадки янголів у літературі, кіно та на телебаченні, коміксах і музиці. Незмінною рисою зображень янголів є пташині крила як доповнення до людської подоби. Але якщо янголи діють у творі приховано, то набувають цілком людського вигляду, як у фільмі «Це прекрасне життя» (1947) чи «Янголи на краю поля» (1994). В XXI ст. в західній культурі з'явився інтерес до «біблійно точних» янголів химерного вигляду, з багатьма крилами та численними очима.
Нерідко янголи в кіно постають зарозумілими та зверхніми, як у «Догма» (1999), «Константин: Володар темряви» (2005) чи майже всі янголи в серіалі «Надприродне».

## Янголи в сучасній українській літературі
«Крила кольору хмар» — фантастичний роман Дари Корній і Тали Владмирової, що вийшов в 2015 році у видавництві Клуб сімейного дозвілля. Твір розповідає про пригоди дівчини, яка дізнається про те, що є нащадком янголів. З розвитком сюжету читач знайомиться із авторською типологію янголів.
«Нострадамус і всі скорботи» — п'єса Олеся Барліга, що містить персонажа янгола на ім'я Адан'арвер. Він зазначає:

Всі янголи мають вузьку фахову специфіку: воїни, вісники, месники і спостерігачі. Я якраз спостерігач – як камера спостереження на вулиці, завжди слідкую за тим, що відбувається навколо

## Янголи в мистецтві

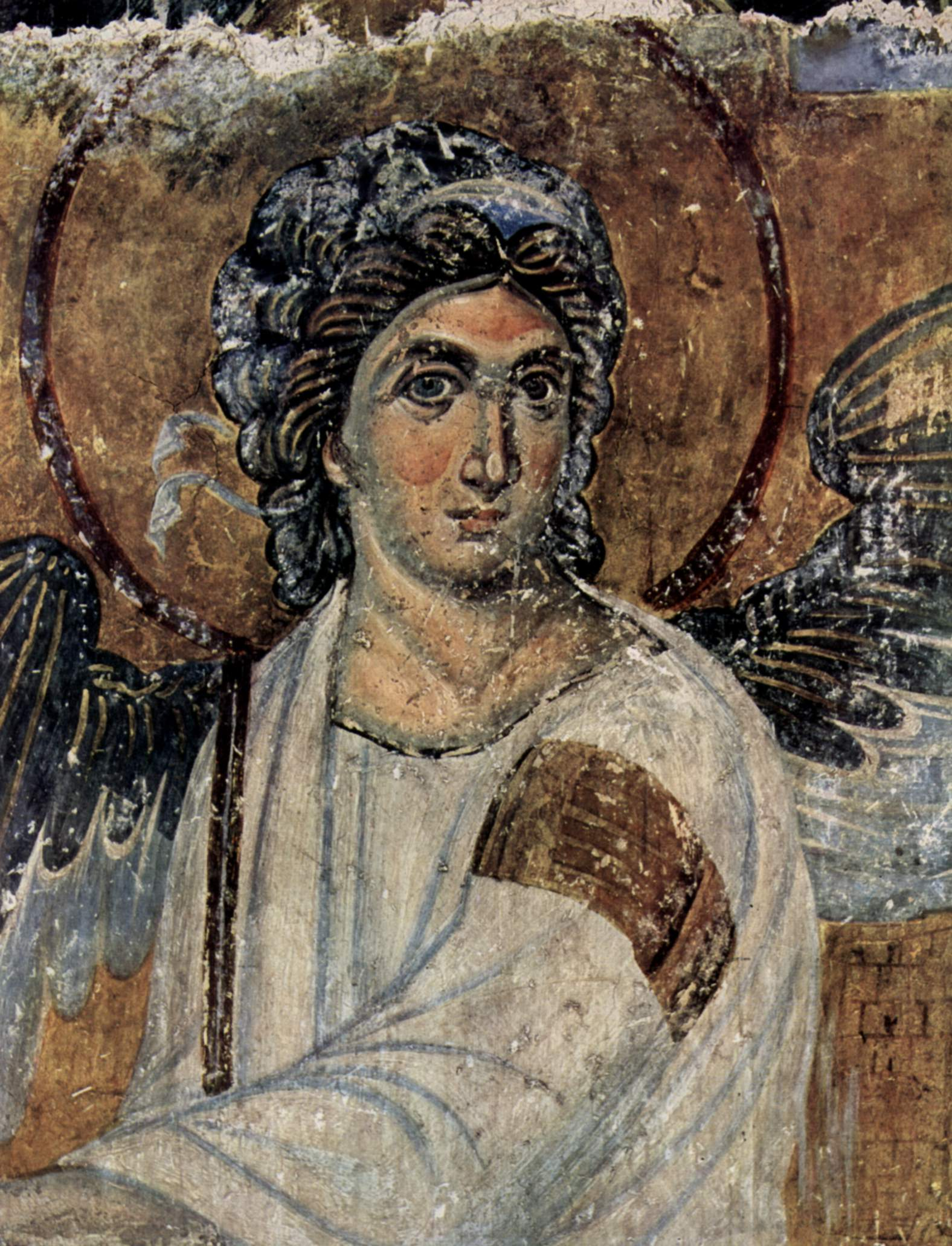
Білий ангел (частина фрески з церкви Вознесіння сербського православного монастиря Мілешева[ru], один із шедеврів сербського та православного мистецтва. Датується XIII ст. і належить до періоду Палеологівського відродження)
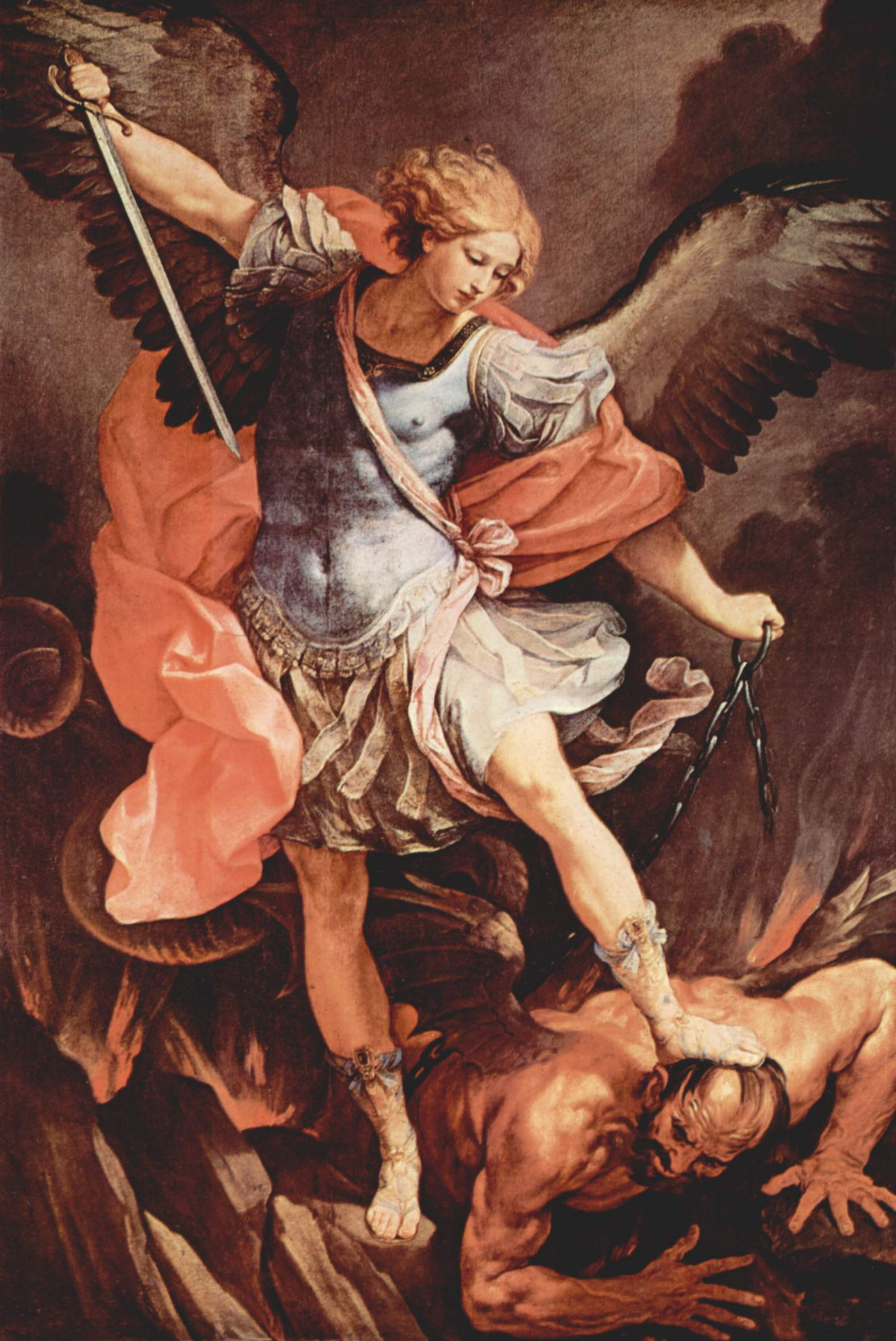
Архангел Михаїд. Гвідо Рені
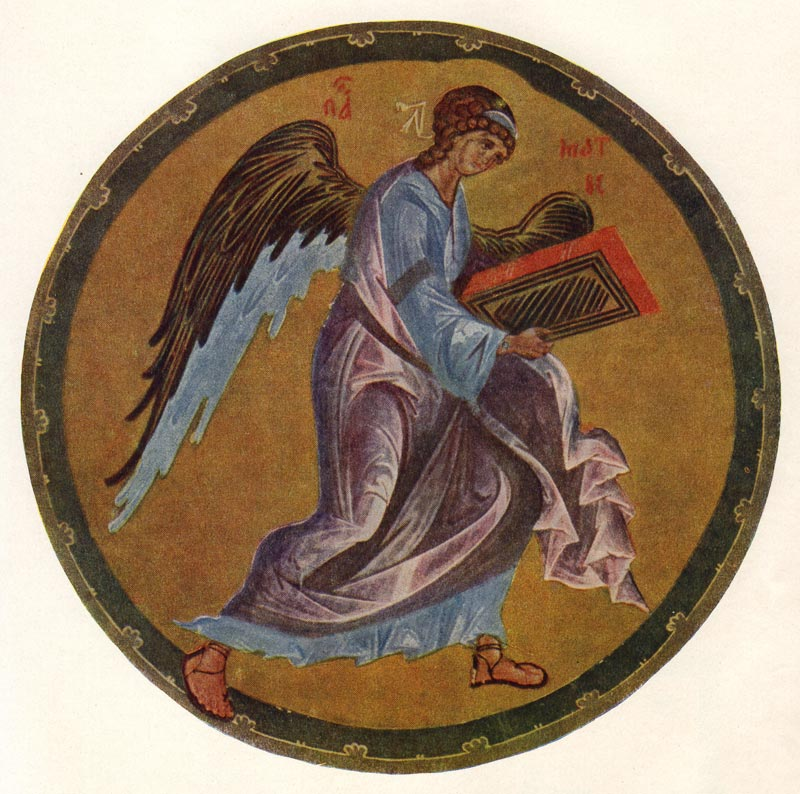
"Ангел Рубльова" із Хітрового Євангелія[ru]
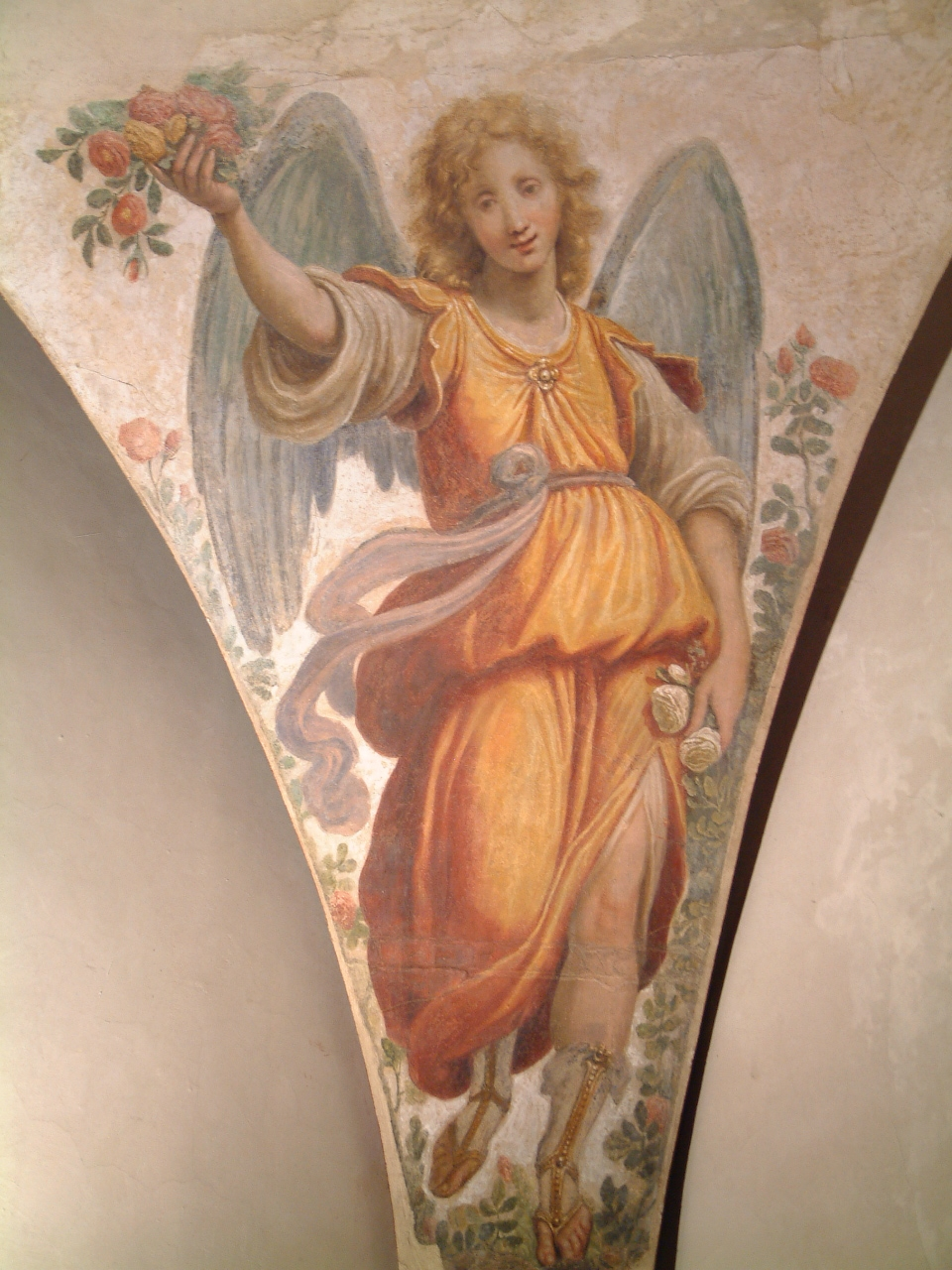
Розпис базиліки Санта-Кроче (Флоренція)
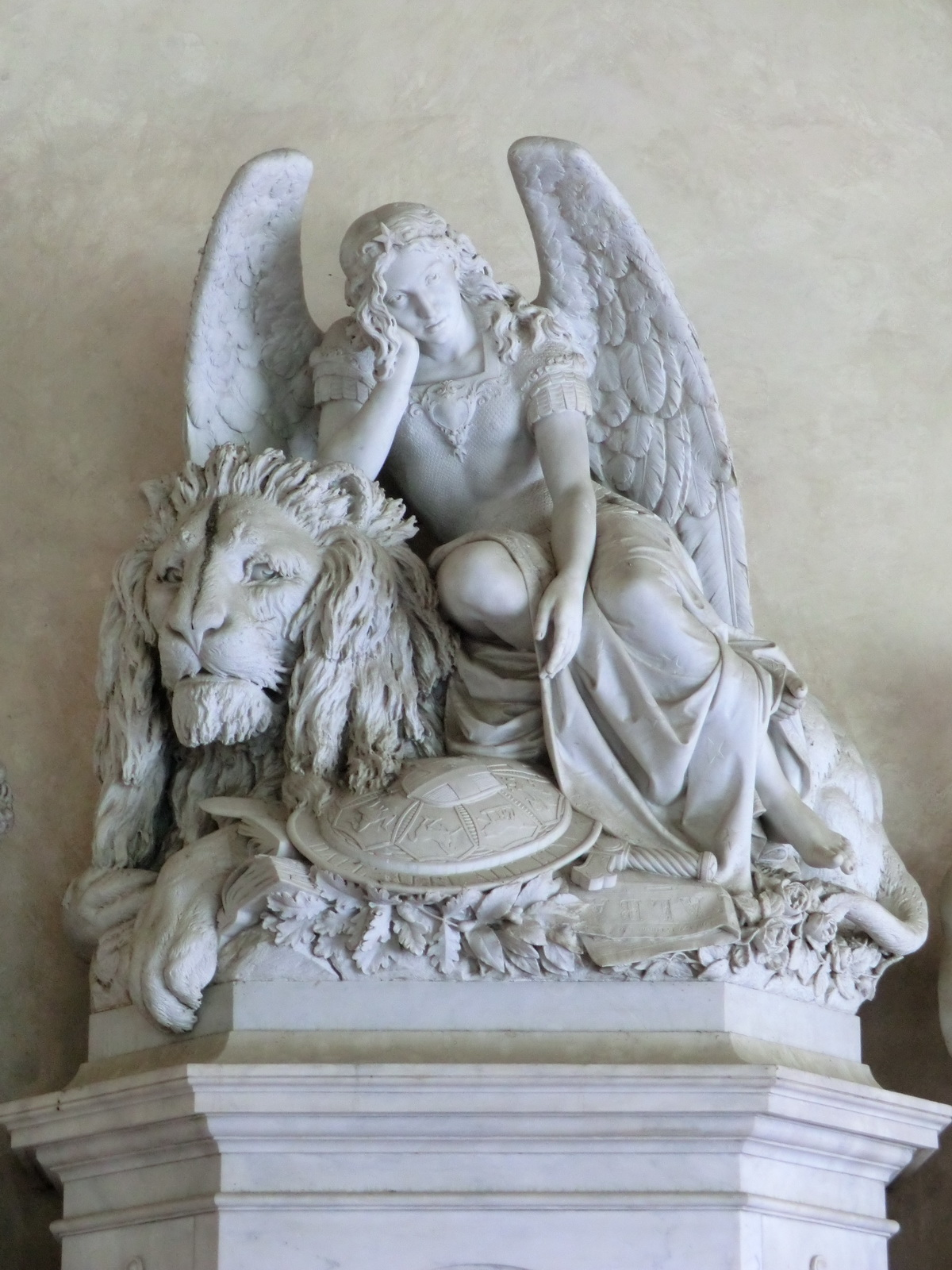
Скульптура у Санта-Кроче (Флоренція)
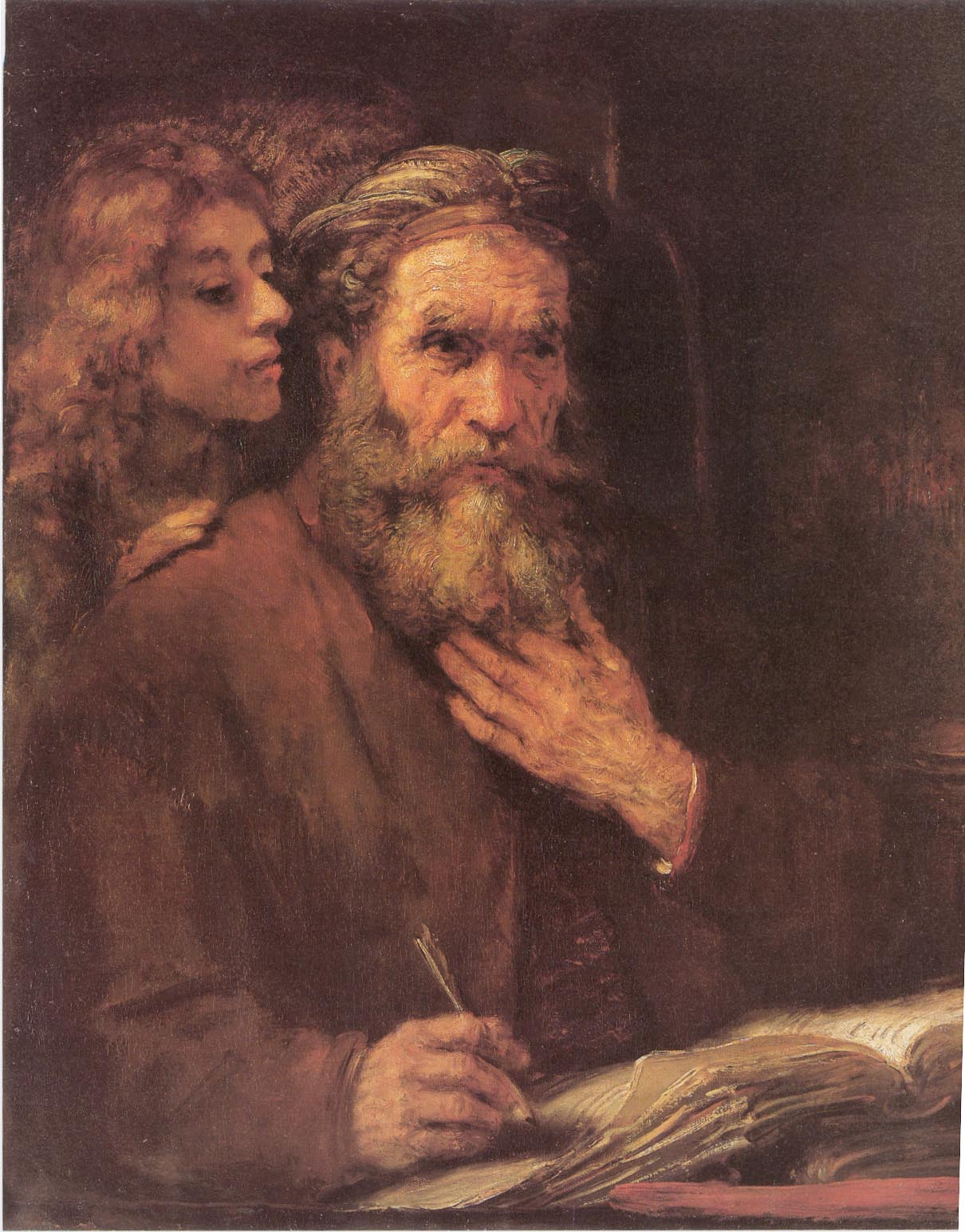
Євангелист Матвій та Янгол, 1661 Рембрандт
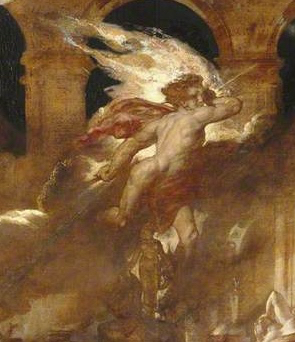
detail from The Destroying Angel and Daemons of Evil Interrupting the Orgies of the Vicious and Intemperate 1832 Вільям Етті
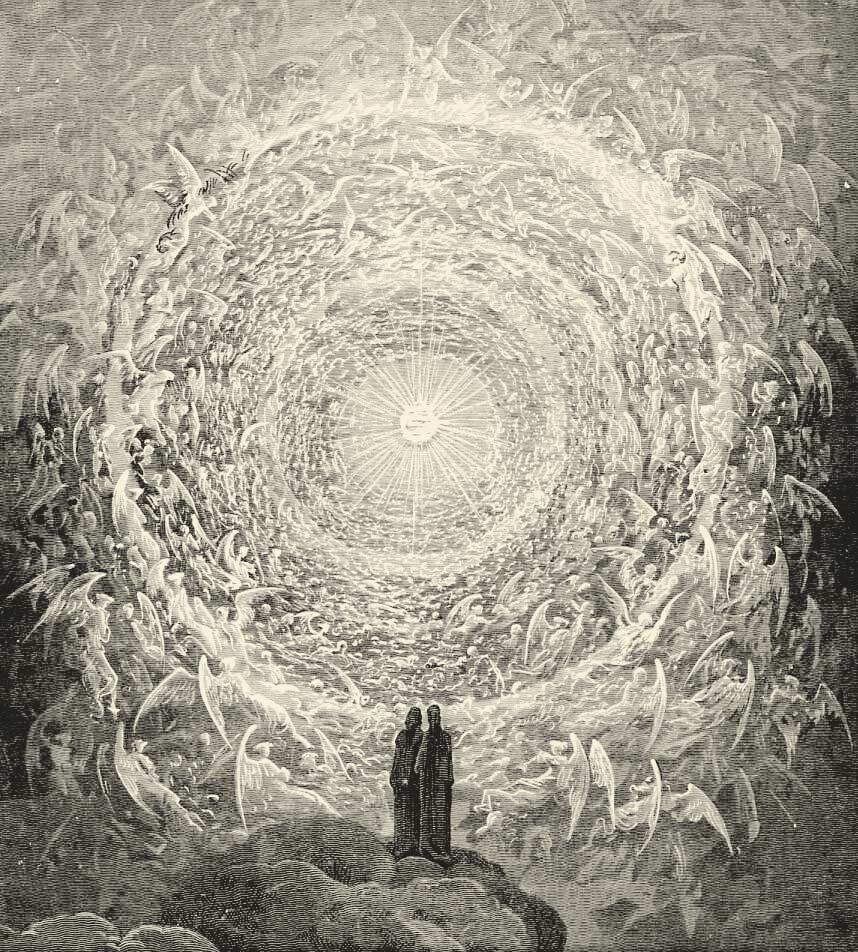
Данте й Беатріче на Небесах. Гравюра Гюстава Доре з циклу Божественна комедія
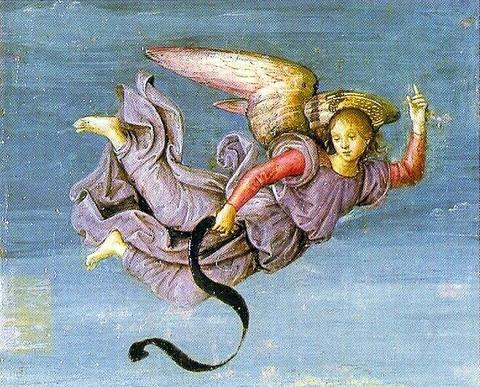
Деталь «Воскресіння Христа» Рафаэля 1499—1502
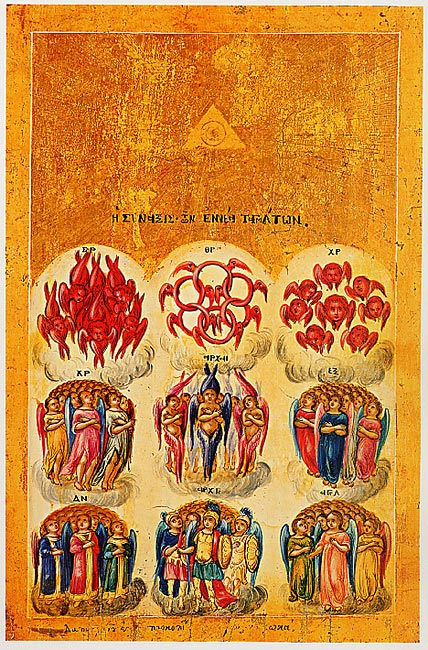
Грецька ікона
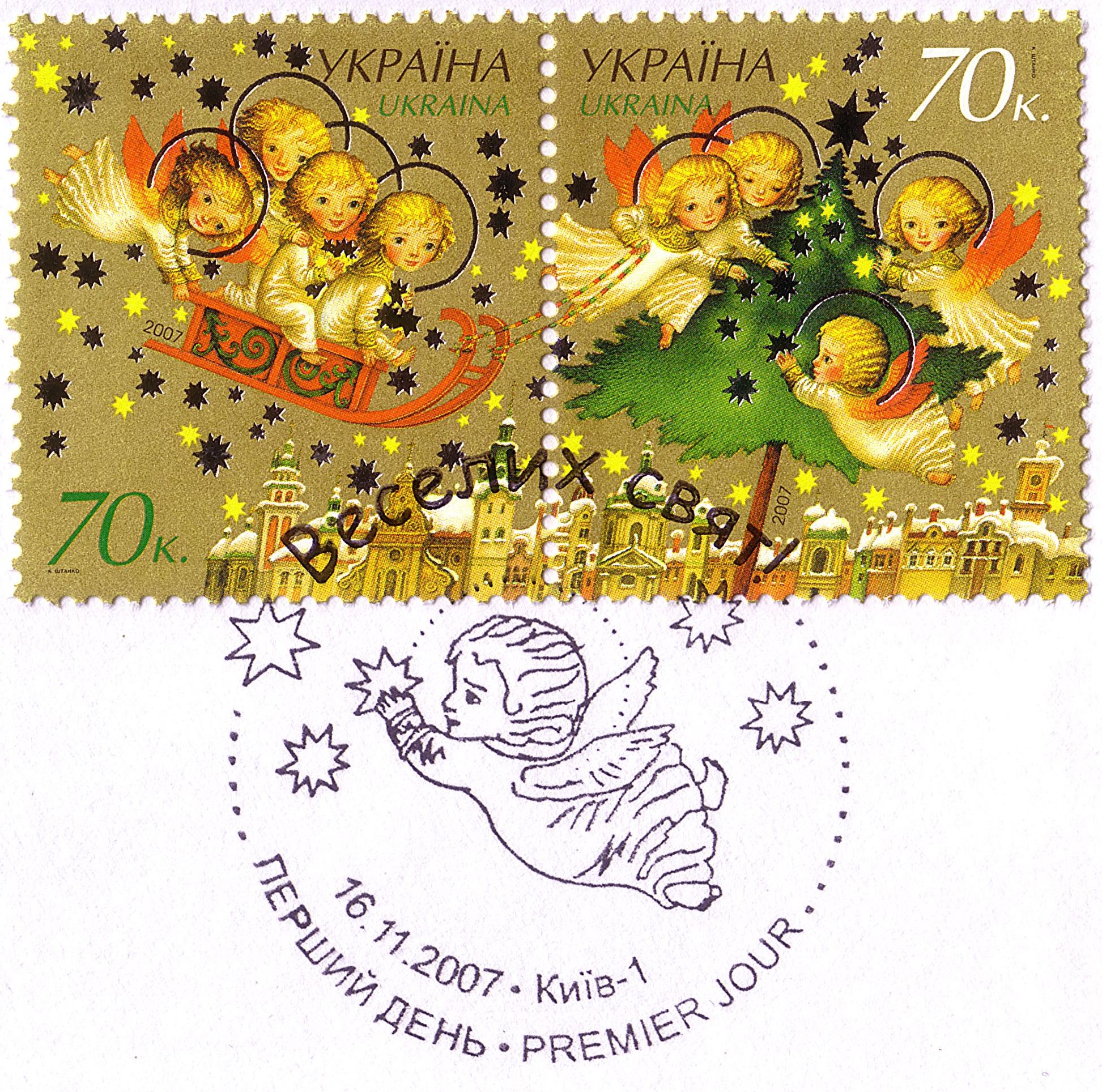
Сучасні зображення
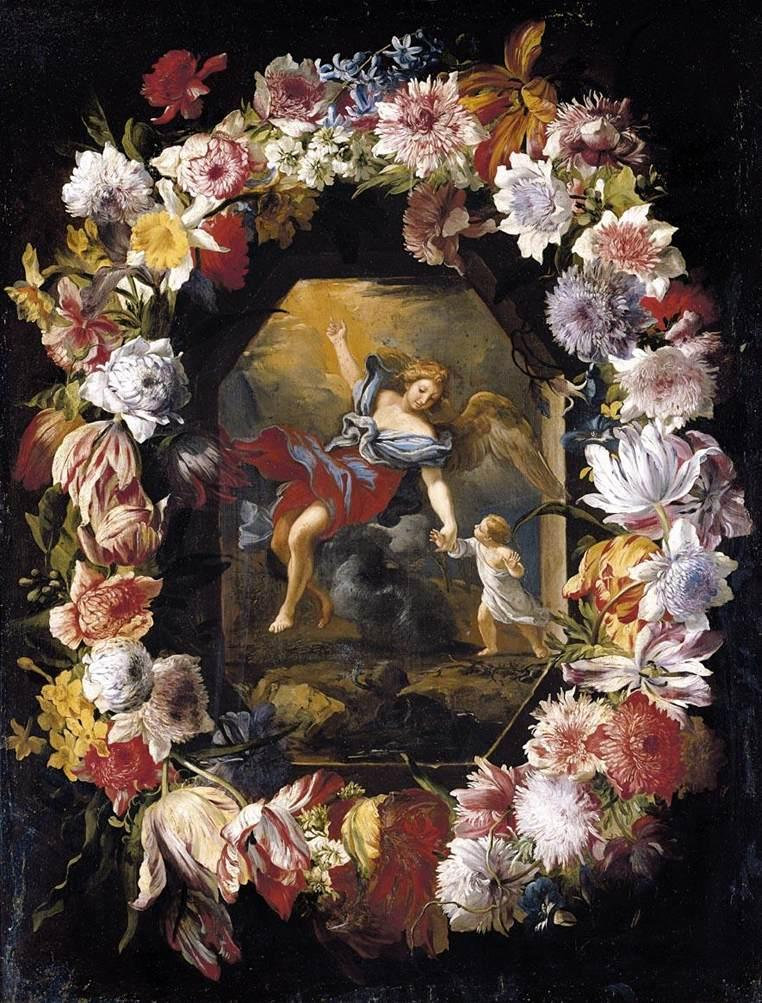
Квітковий вінок і янгол-охоронець, ~1660 Абрахам Брейгель
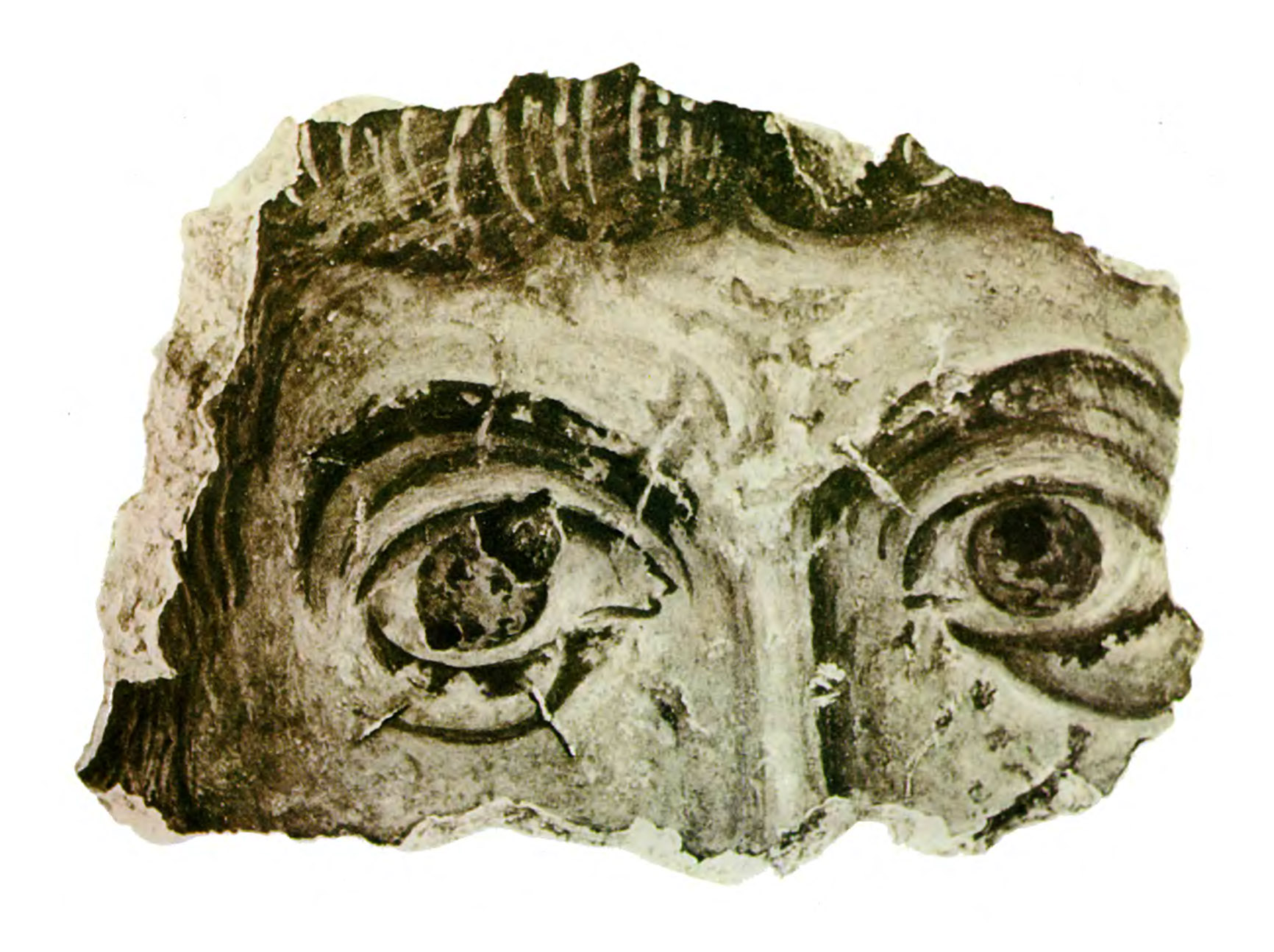
Очі святого. Десятинна церква
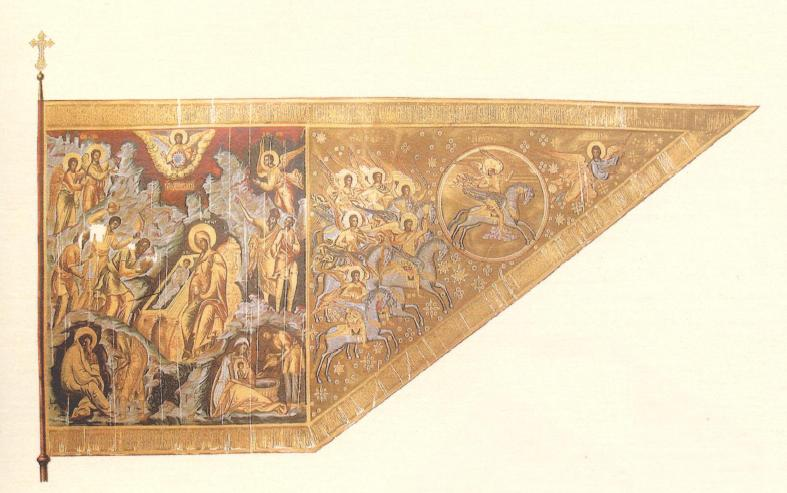
Знамя Великий полк[ru]
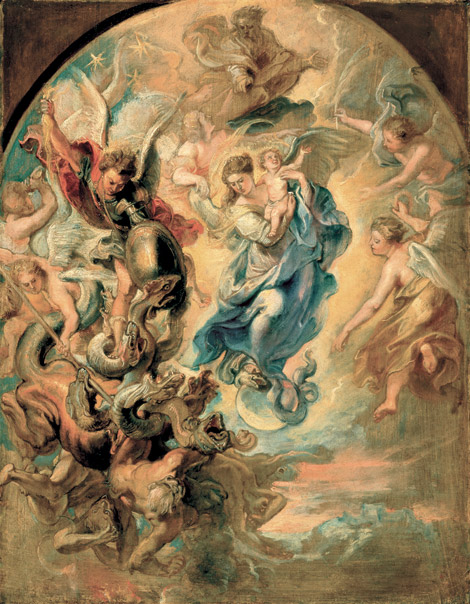
Проєкт, написаний олією для головного вівтаря Фрайзінгського собору, від імені князя-єпископа Віт-Адама. Жінка, що несе свою дитину, топче змія гріха. Ліворуч ангели проганяють сатану (символом якого є семиголова гідра) та його демонів. Бог доручає ангелу дати жінці крила. ~1625-30 Рубенс
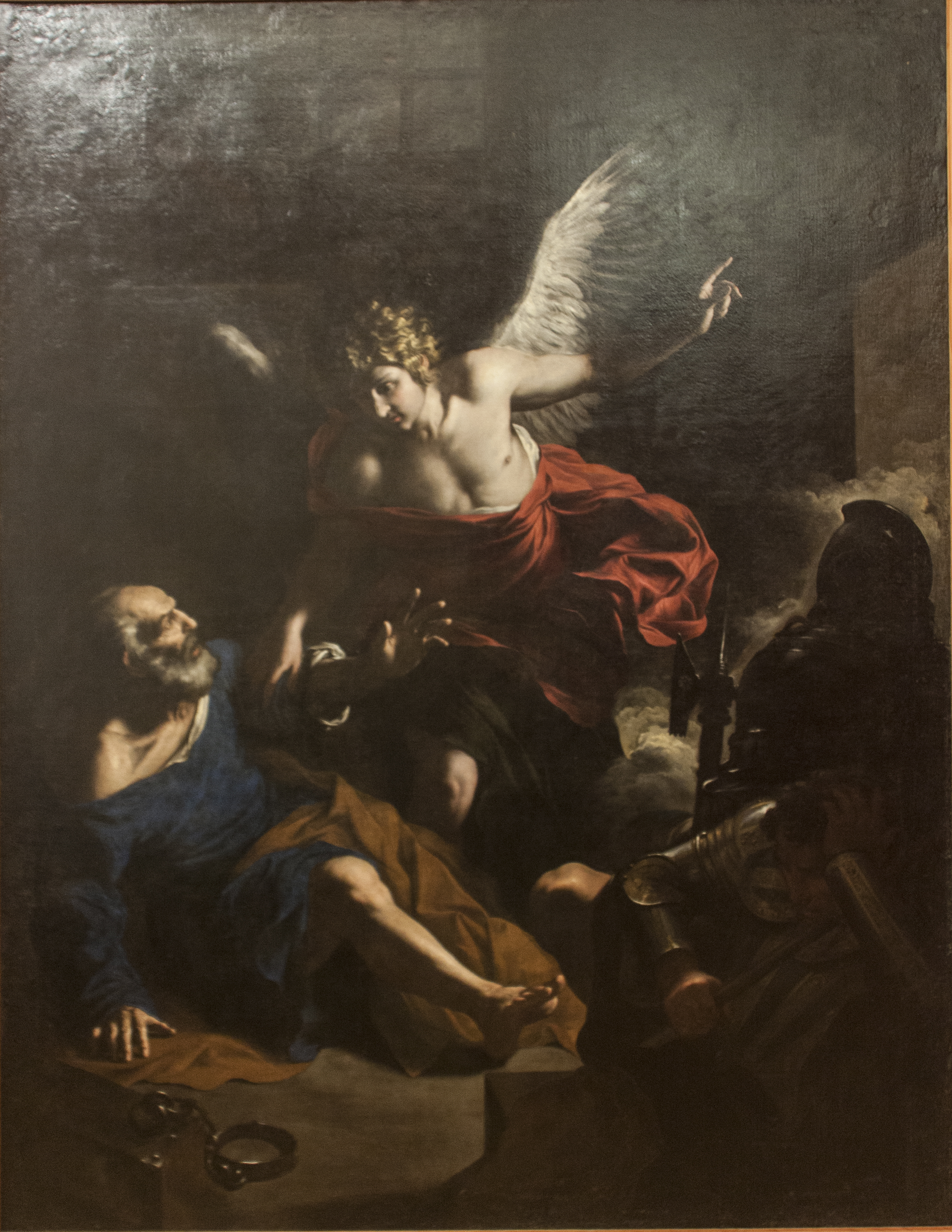
П'єтро Новеллі. «Янгол виводить св. Петра з ув'язнення», церква Сан Пьєтро ін Вінколі, Палермо
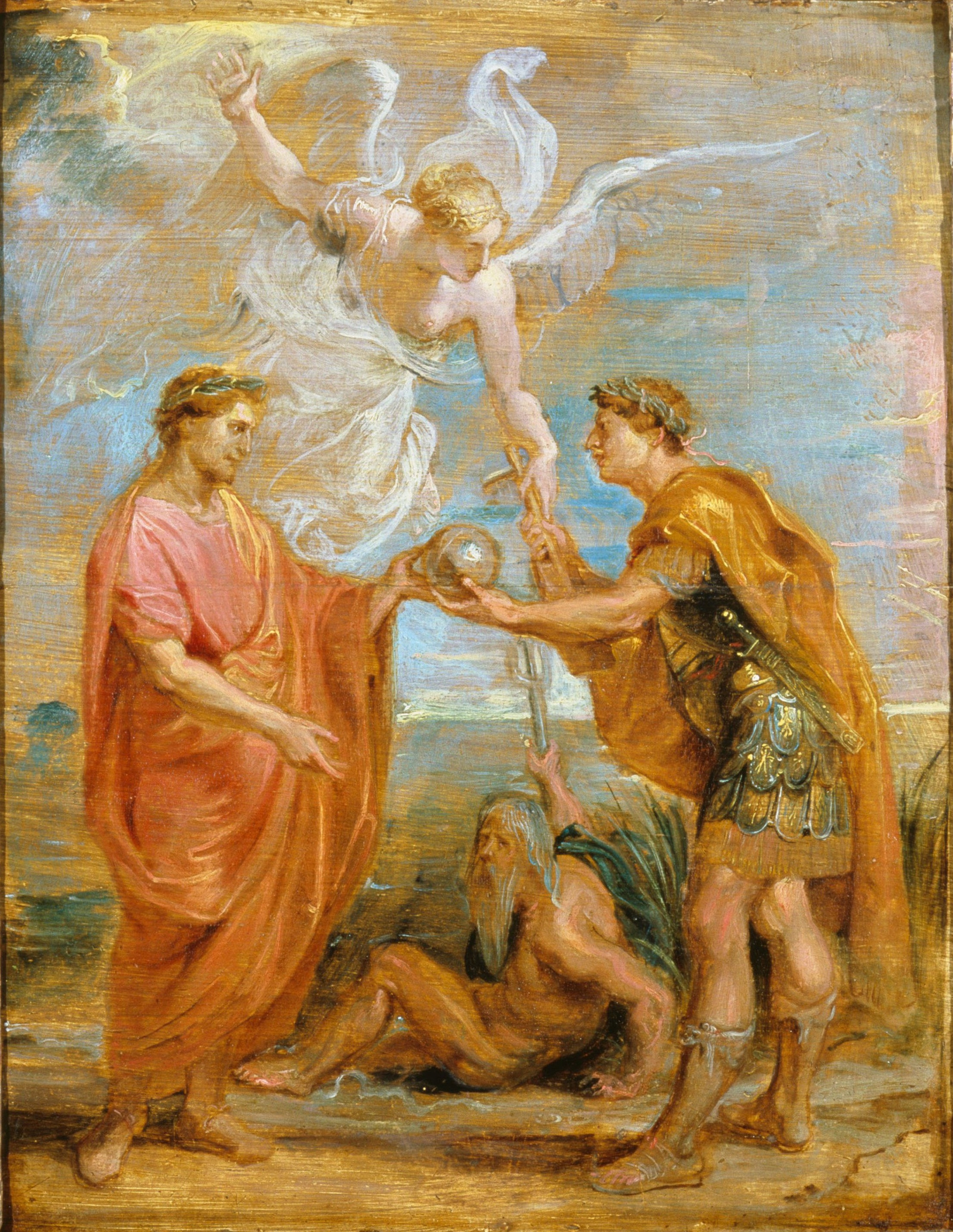
Констанцій призначає Костянтина своїм наступником. Ескіз для серії шпалер «Історія Костянтина». Рубенс
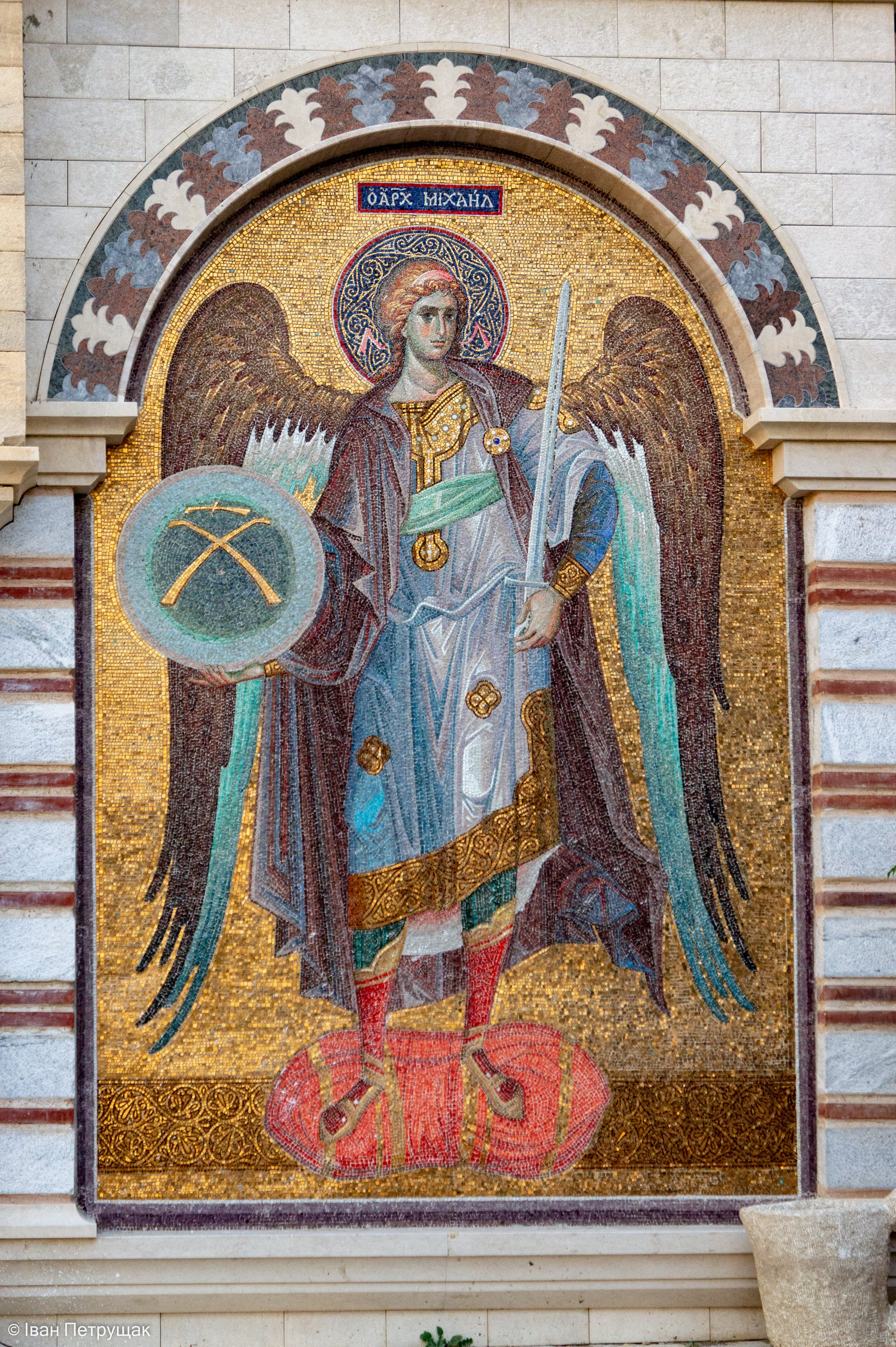
Архангел Михаїл - фреска на воротах до Афонського монастиря Дохіар. 2019 рік
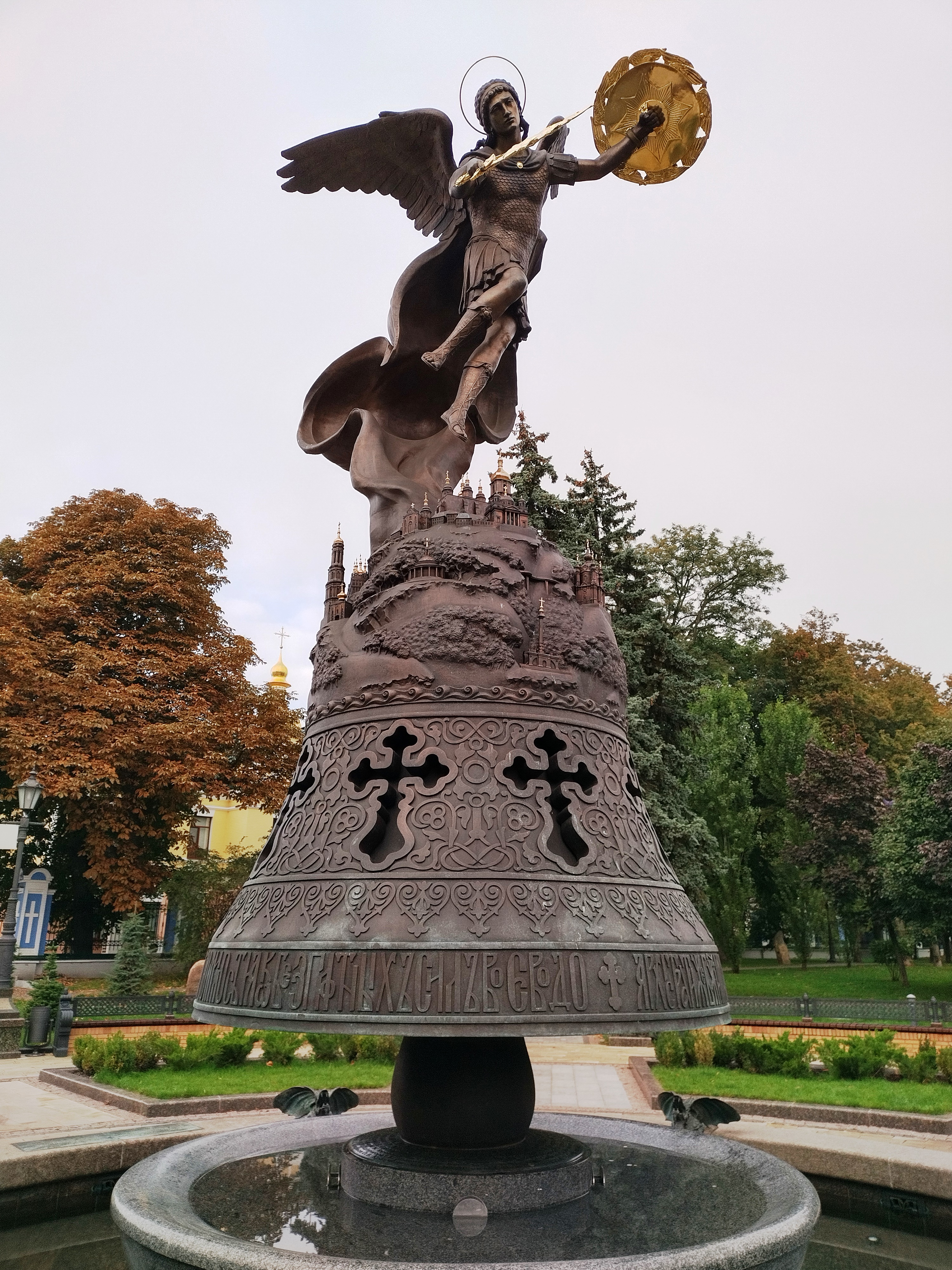
Скульптура Архістратига Михаїла, Володимирська гірка, Київ
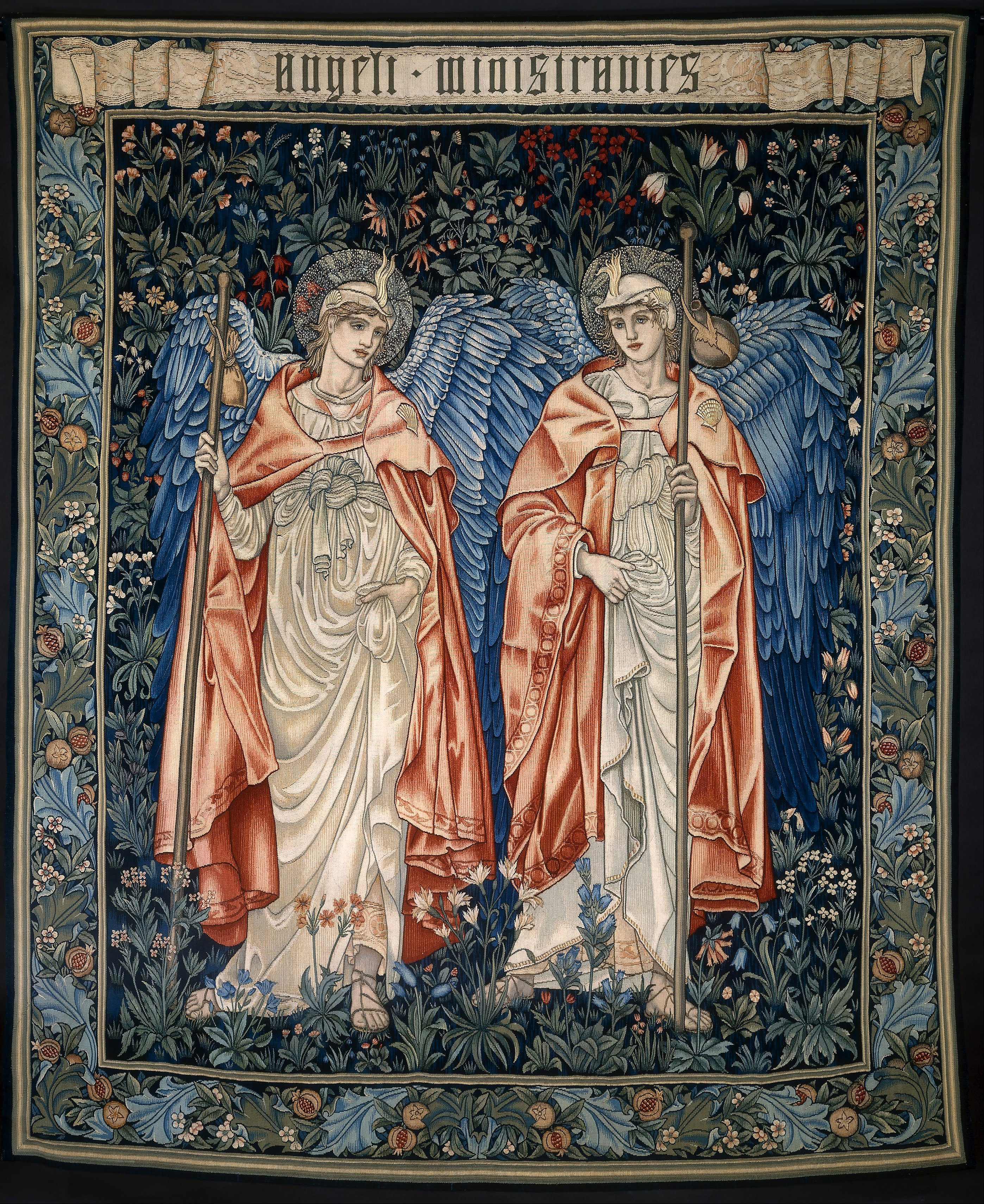
Ангели-служителі, 1894 гобелен Едвард Берн-Джонс
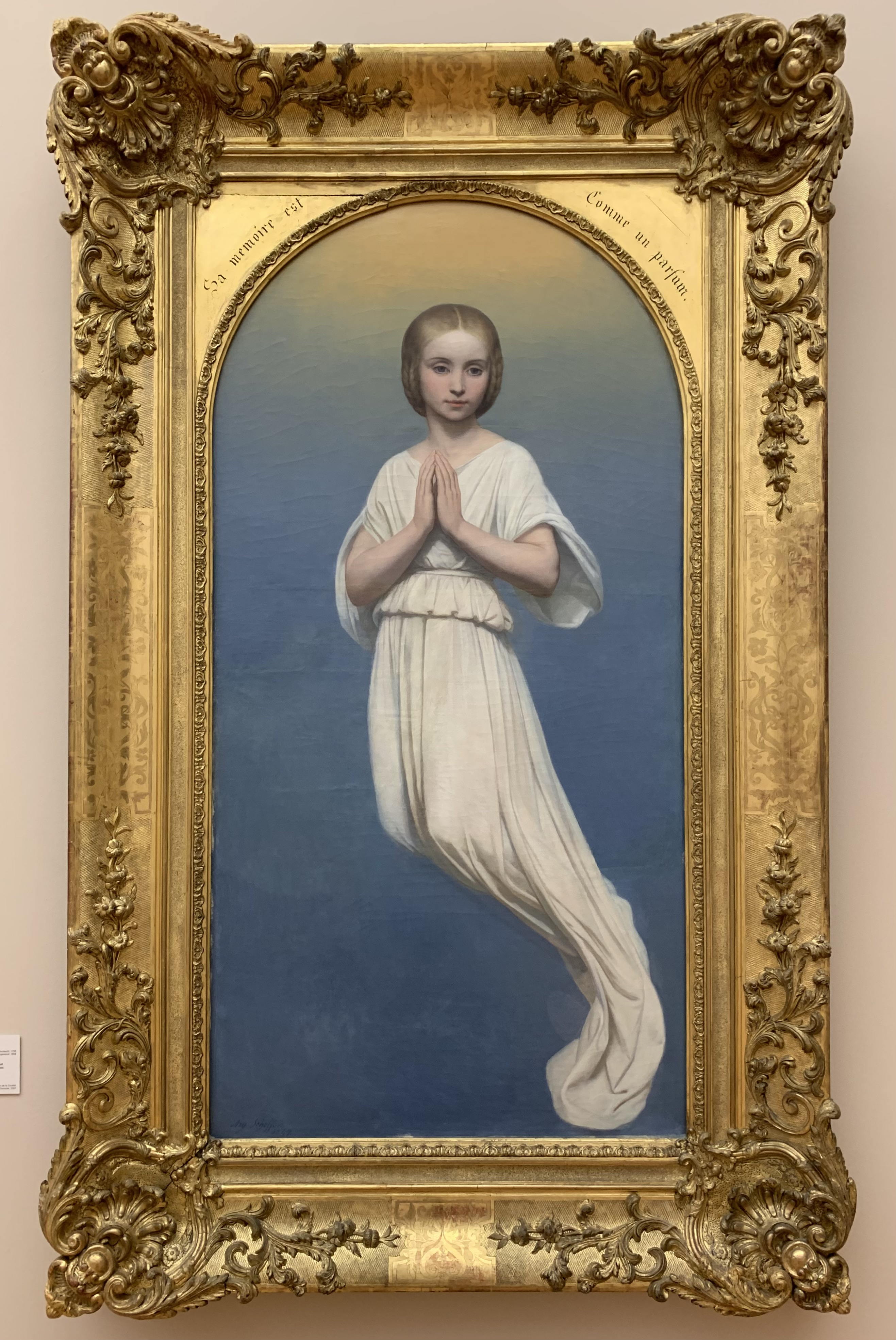
Фігура янгола, що представляє мадемуазель де Монблан після її смерті, Арі Шефер, 1847, музей Гренобля
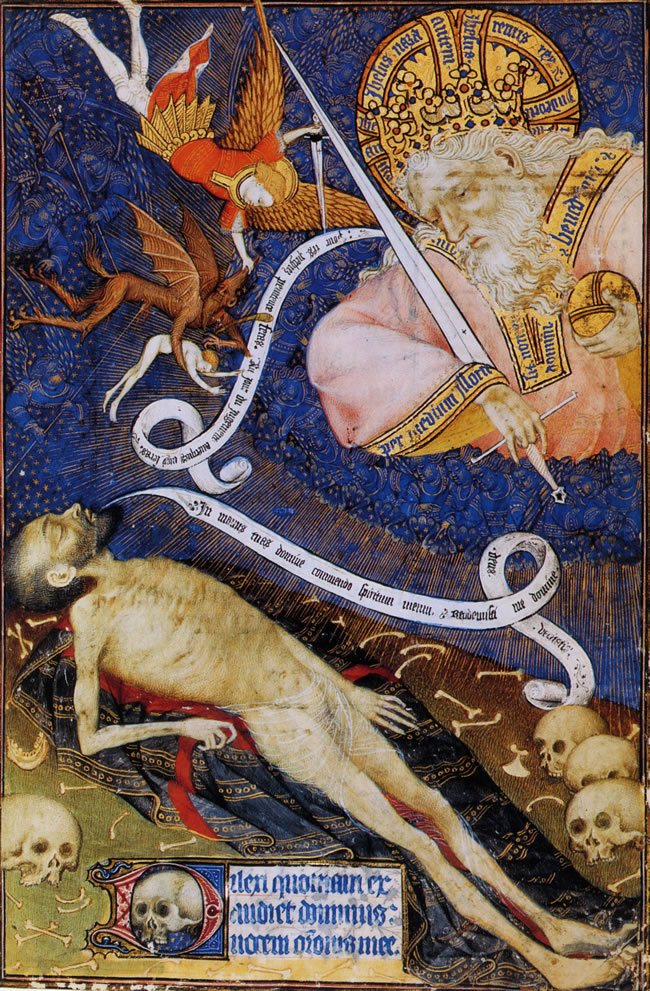
Мертвий перед Богом. Демон намагається вкрасти його душу, але Архангел Михаїл заважає цьому. Роханський часослов(інші мови)
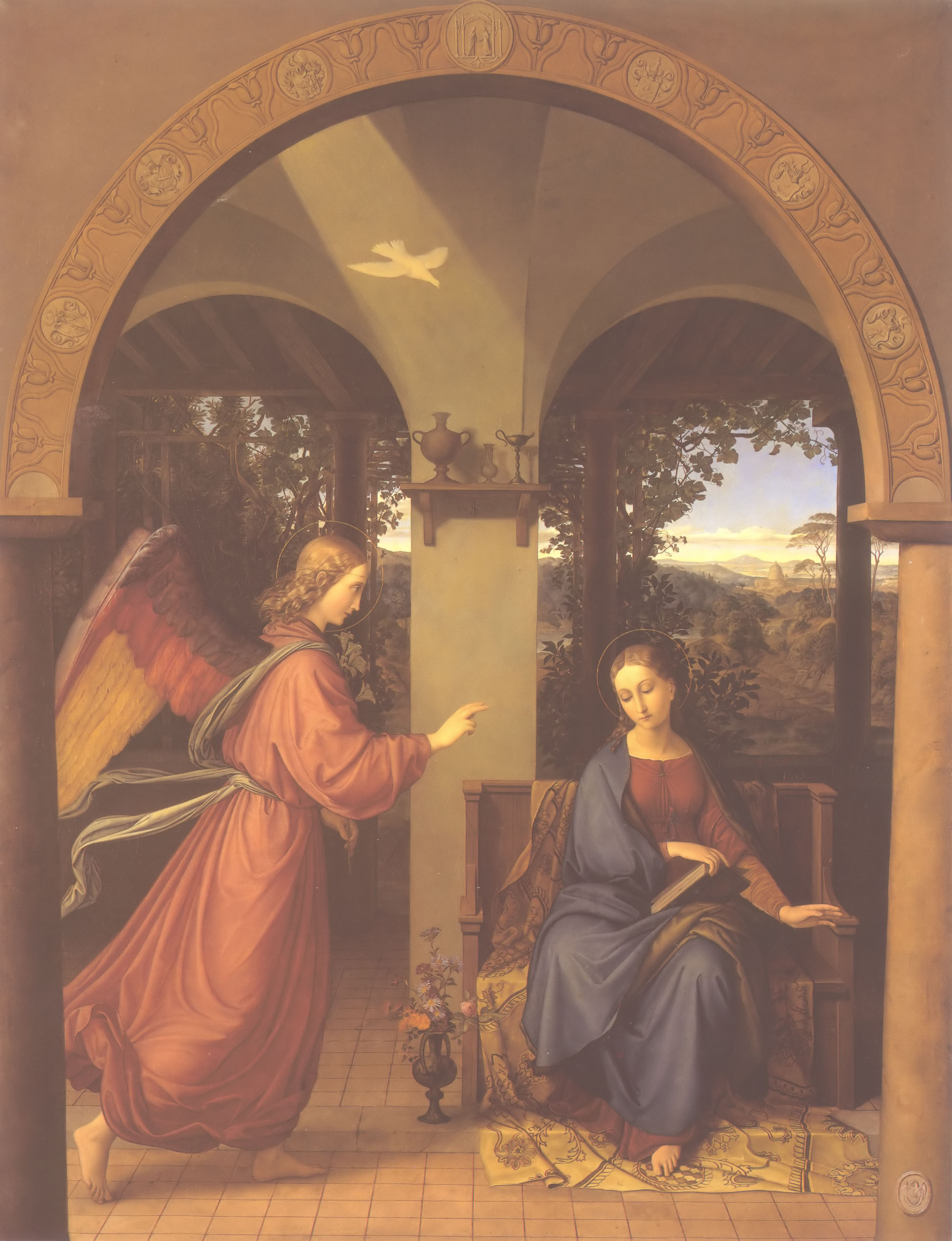
Благовіщення 1820 Юліус Шнор фон Каролсфельд
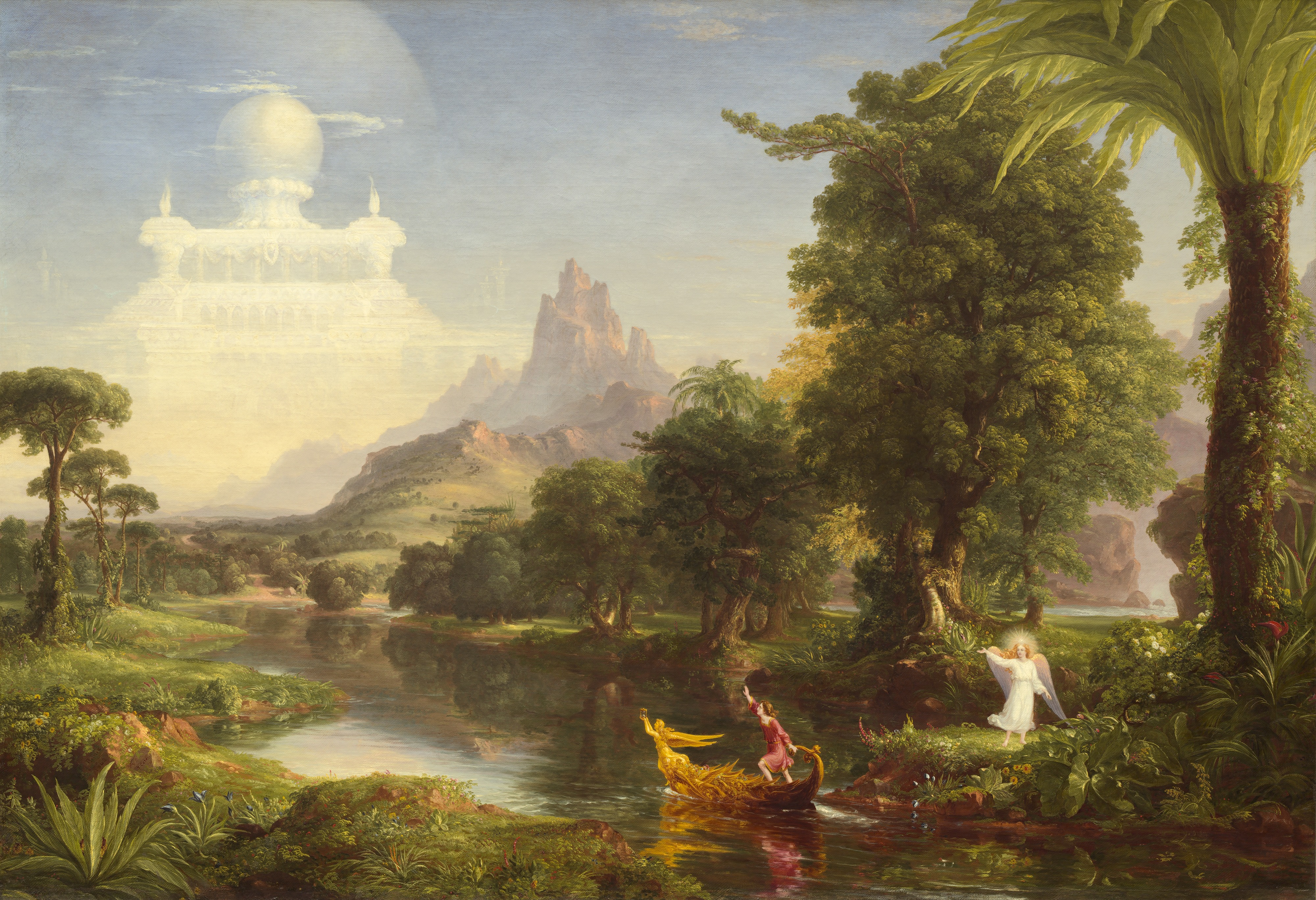
Томас Коул, серія The Voyage of Life[en]
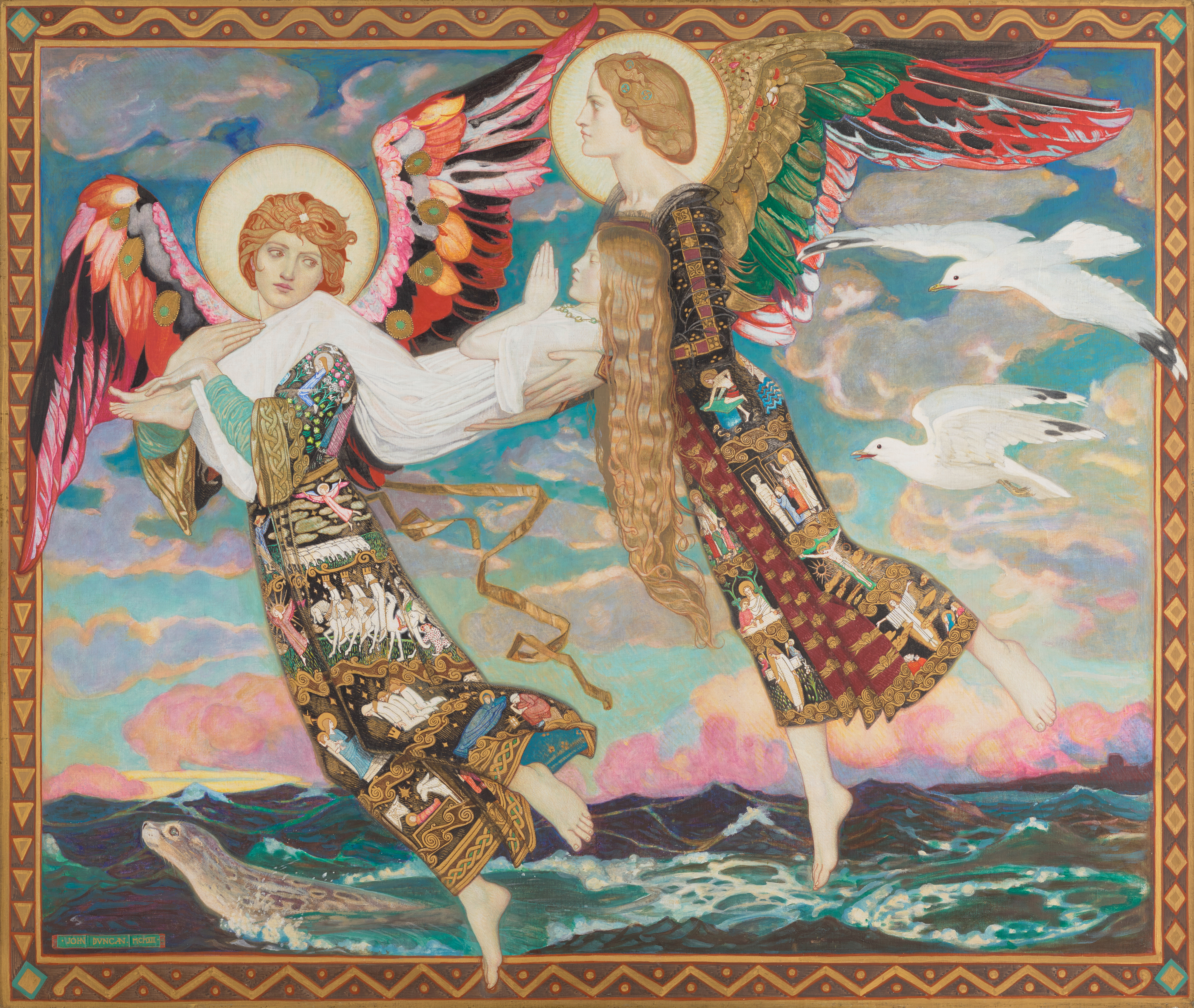
Свята Бригіта Ірландська, яку несуть ангели, John Duncan[en] (1913)